# Eucalyptus wandoo
Eucalyptus wandoo ("wandoo", eucalipto blanco) es un árbol de talla mediana ampliamente distribuido en el suroeste de Australia Occidental.

## Descripción
Crece como un árbol de talla media de hasta 25 metros de altura. Tiene la corteza lisa, con frecuencia en parches moteados de blanco, gris claro, café claro, amarillo y rosa. Viejas capas de corteza se mudan en escamas, y no es inusual que pocas escamas persistan en el tronco por período prolongado. Los tallos jóvenes pueden ser redondos o cuadrados en sección de cruz.
Las hojas adultas son usualmente verde-grisáceas o gris-azulosas, esto por los dos lados, lanceoladas, de 7.5 a 12.5 centímetros de largo, de 1 a 2.8 centímetros de ancho, en un solo pecíolo de dos centímetros de largo. Las flores son blancas, y crecen en racimos de 9 a 17.
Esta es una especie lignotuberosa.

## Taxonomía
Este taxón fue por primera vez publicado como Eucalyptus redunca var. elata por George Bentham en 1867. En 1934 William Faris Blakely lo promovió al rango de especie, y, ya que había una especie llamada Eucalyptus elata, la renombró Eucalyptus wandoo. El epíteto específico "wandoo" viene del nombre aborigen australiano para el árbol.
Se reconocen dos subespecies:
- E. wandoo subsp. pulverea crece solo en el extremo norte de la distribución de la especie. Las ramas jóvenes de esta subespecie tiene una capa cerosa que es fácil de quitar frotando; y la corteza es polvosa.
- E. wandoo subsp. wandoo es la subespecie autónima, y es la más común y la más ampliamente distribuida de las dos. Las ramas no están cubiertas, y la corteza no es polvosa.

## Distribución y hábitat
Endémica de la Provincia Botánica del Suroeste de Australia Occidental, E. wandoo crece desde Geraldton hasta la costa sur, y desde la costa oeste hasta tan al interior como Narembeen. Crece en suelos margosos y pedregosos, y en terrenos ondulados.

## Usos

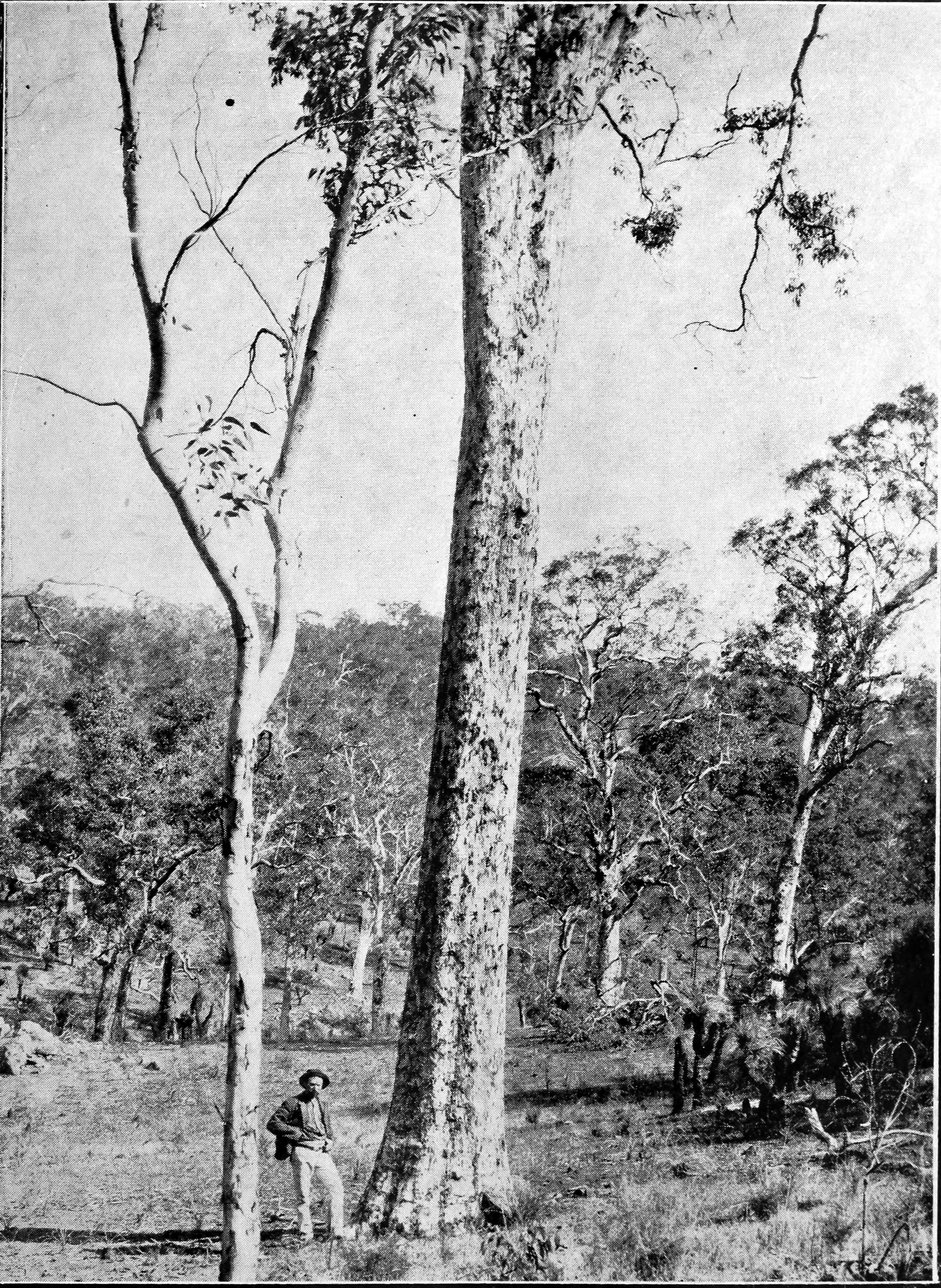
Un Eucalyptus wandoo en Australia Occidental en 1922

La madera de esta especie es extremamente densa, y es usada para una variedad de propósitos de construcción que requieren dureza, incluyendo traviesas y pisos de madera. Hubo una vez una industria de extracción de tanino de la corteza y la madera. Hoy en día la madera es poco disponible, ya que los bosques de wandoo se preservan para esparcimiento y protección del  acuífero. El wandoo es también famoso por la miel producida de su  néctar.